# Église Saint-Joseph d'Alma
L'église Saint-Joseph est un établissement patrimonial religieux à Alma.